# Улица Раскольникова (Сарапул)
Улица Раскольникова — одна из главных улиц исторического центра города Сарапула Удмуртской Республики. Пролегает преимущественно в направлении «север—юг» вдоль русла Камы от улицы Трактовой (фактически являясь её продолжением) до улицы Дубровской. 
Ансамбль застройки между улицами Гагарина и Советской, представленный, в основном, купеческими домами середины XIX — начала XX веков, является памятником архитектуры регионального значения.

## История

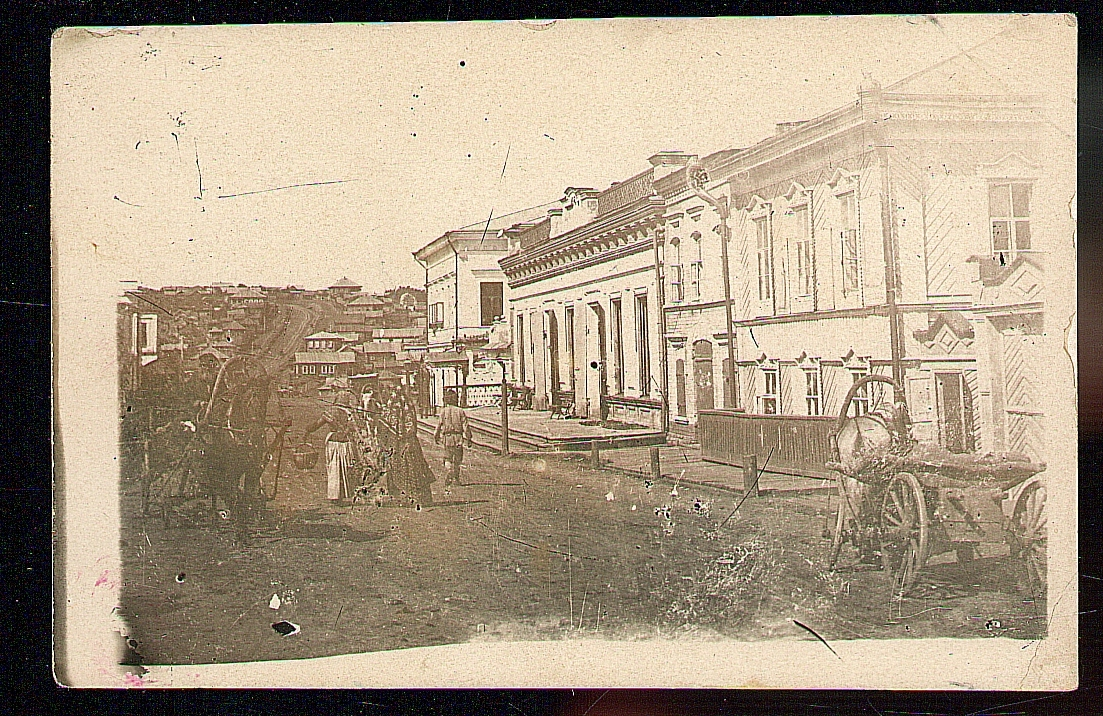
Улица Вятская. Фото начала XX века

Изначально улица именовалась Вятской — по наименованию губернского города Вятки (ныне Киров). Согласно первому генплану Сарапула, в 1784 году подписанноve Иваном Лемом и утверждённому императрицей Екатериной II, Вятская стала одной из трёх улиц, проложенных вдоль течения Камы. Значительная часть трассировки улицы застраивалась деревянными домами в один или два этажа, однако центральную её часть вскоре облюбовали крупные купцы, выстроившие здесь из камня доходные дома — они сдавались владельцами под конторы, банки, различные лавки: галантерейные, мануфактурные, аптечные, готового платья, обуви и пр.
Вскоре после Октябрьской революции, в 1918 году улица была переименована в Красную, а в 1963 году — в улицу Раскольникова, в честь реабилитированного военного и государственного деятеля, автора «Открытого письма Сталину» Фёдора Фёдоровича Раскольникова, под руководством которого в селе Гольяны в годы гражданской войны были спасены более четырёх сотен заключённых «баржи смерти», обречённой на потопление белогвардейцами.

## Ансамбль застройки
По нечётной стороне:
- № 133 — Дом Тимофеева;
- № 139 — Дом Курбатова

По чётной стороне:
- № 136 — Дом Бодалёва;
- № 138 — Дом Стригина;
- № 140 — Дом Ехлаковой;
- № 142 — Дом Дедюхиной;
- № 144 — Дом Хвостова (Макарова);
- № 146 — Здание детской поликлиники;
- № 148 — Дом Мощевитина;
- № 150 — Дом Карелиных;
- № 152 — Дом Пешехонова;
- № 154 — Дом Утробиной;
- № 160 — Дом Порсева;

## Прочие примечательные здания и сооружения

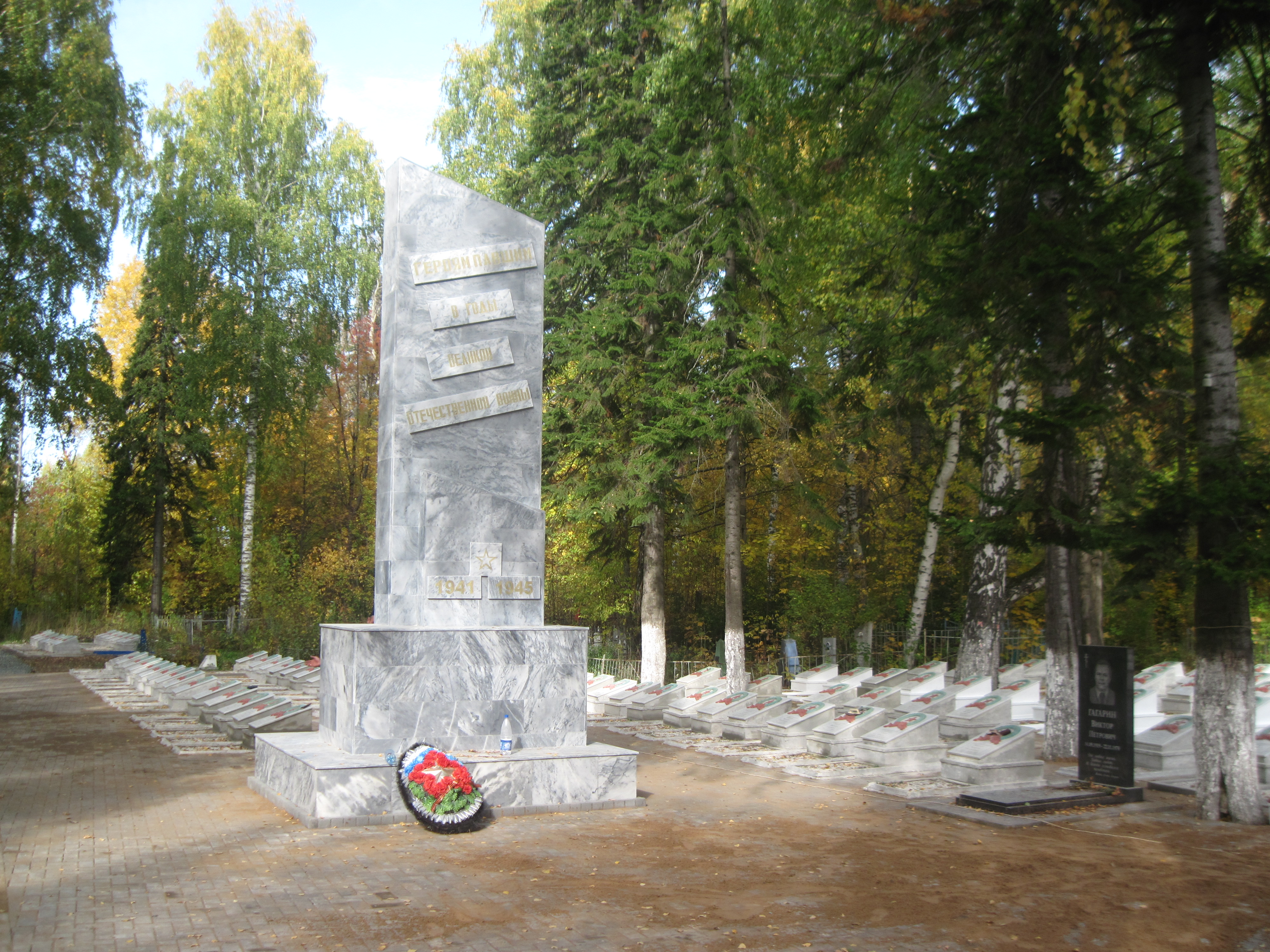
Мемориал воинам, умершим от ран в госпиталях города Сарапул в период Великой Отечественной войны и в послевоенные годы (1941—1947)

- Гражданское кладбище № 1 («Старое кладбище») — у пересечения с Георгиевским проездом;
  - на территории кладбища — Мемориал воинам, умершим от ран в госпиталях города Сарапул в период Великой Отечественной войны и в послевоенные годы (1941—1947) (памятник истории и культуры регионального значения[3]): 
Мемориал открыт в 1965 году, в канун 20-летнего юбилея Победы в Великой Отечественной войне. На обелиске высечена надпись «Вечная слава героям, павшим за свободу и независимость нашей Родины. 1941—1945». Также на мемориале установлено 235 надгробных плит с именами погибших. Автор памятника — Николай Николаевич Крыжановский[4].

## Транспорт
По улице Раскольникова от улицы Трактовой до улицы Советской проложены городские автобусные маршруты № 51 (51к) и 53.